# Екштедт
Екштедт (нім. Eckstedt) — громада в Німеччині, розташована в землі Тюрингія. Входить до складу району Земмерда. Складова частина об'єднання громад Ан-дер-Марке.
Площа — 6,50 км2. Населення становить 601 ос. (станом на 31 грудня 2021).

## Галерея

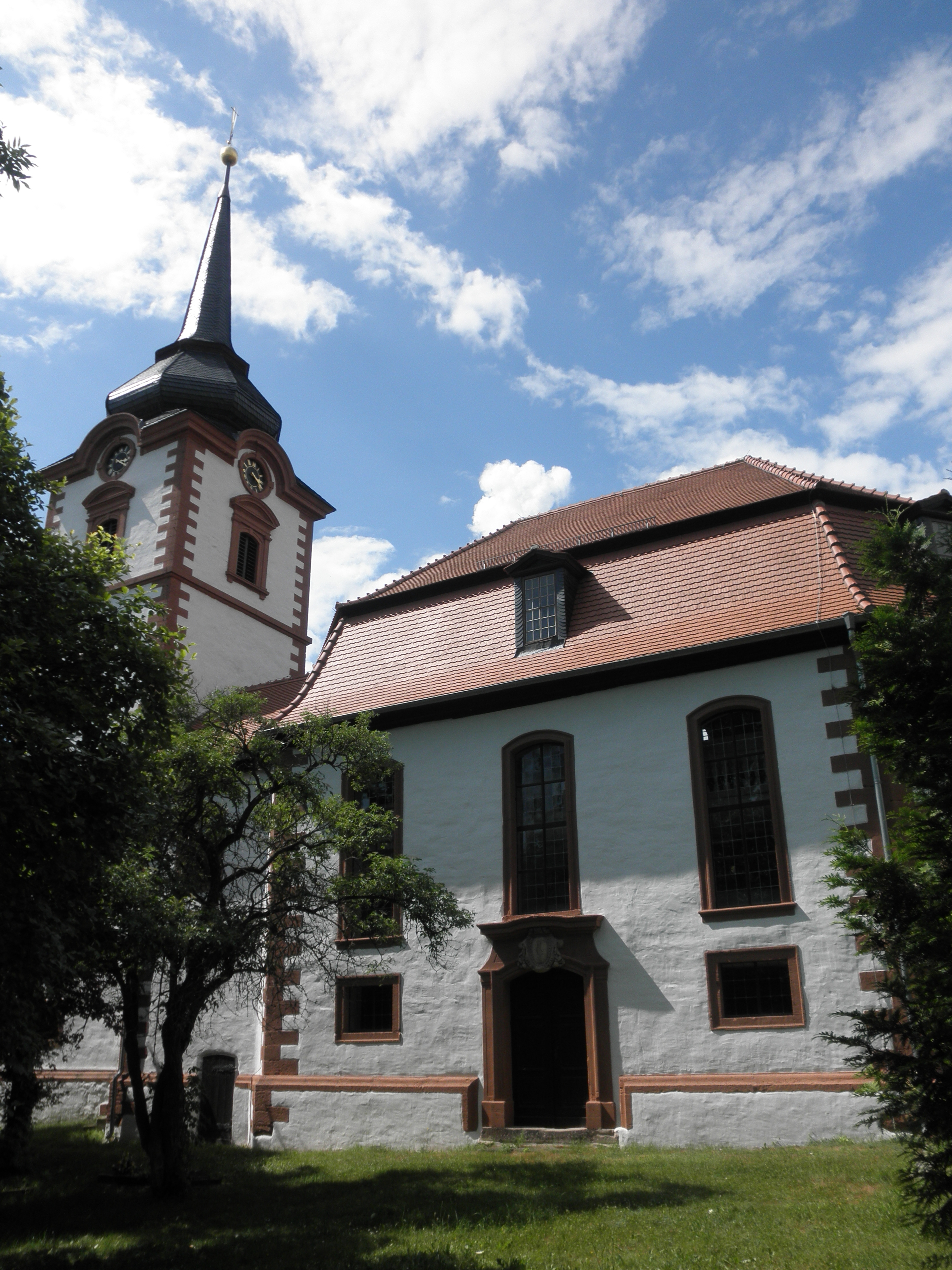
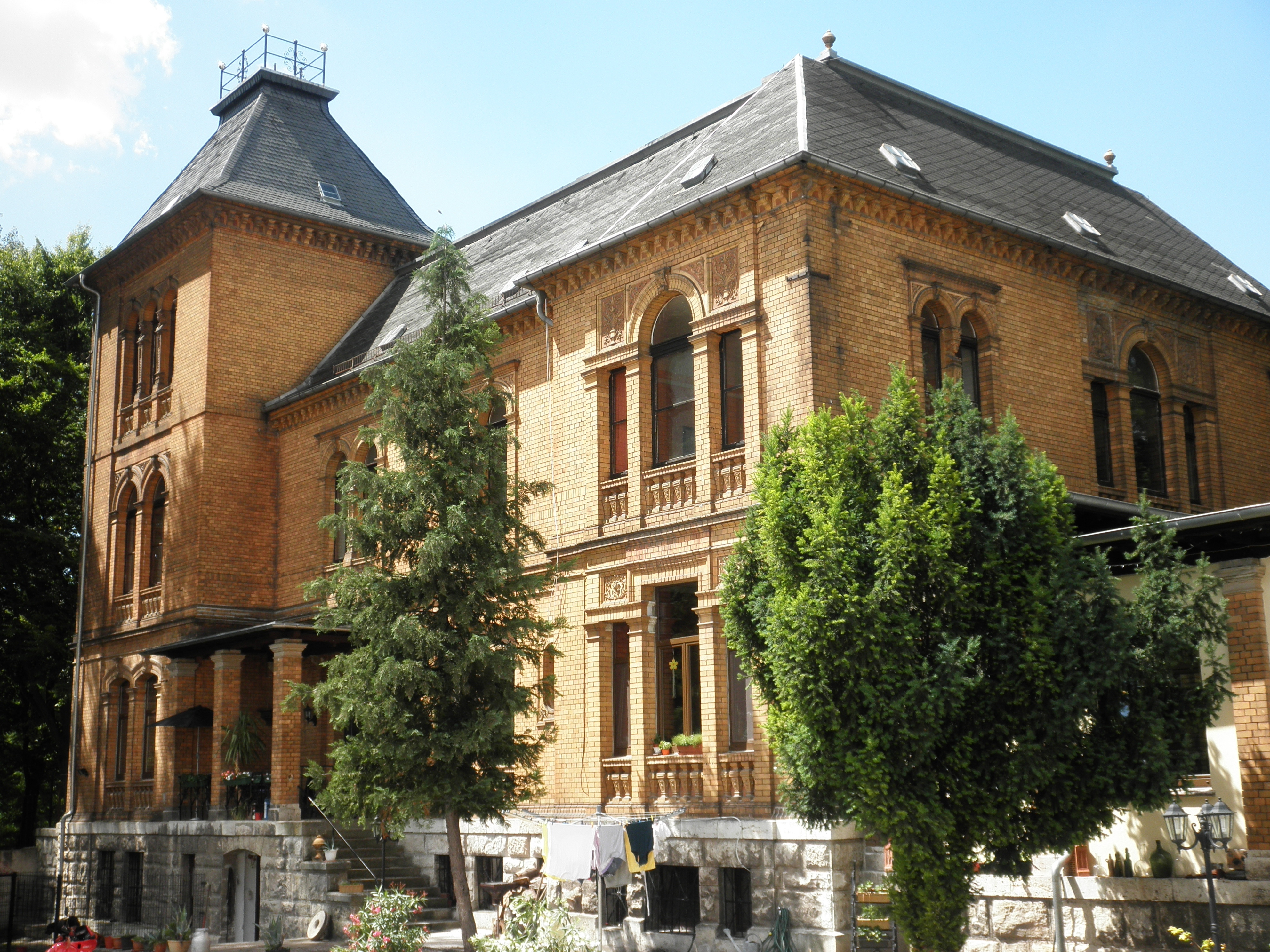